# Nick Menza
Pour les articles homonymes, voir Menza.
 (mai 2016).
Nick Menza est un batteur américain né le 23 juillet 1964 à Munich (en Allemagne) et mort le 21 mai 2016 à Los Angeles (Californie). Il est le fils du musicien de jazz Don Menza (en). Il est l'ancien batteur du légendaire groupe de Metal Megadeth.

## Biographie
Il se passionne pour la batterie à l'âge de trois ans, et commence sa carrière de musicien professionnel à 18 ans, en devenant batteur du groupe Rhoades, mené par Kelly Rhoads (le frère de Randy).
Après avoir publié un album, il devient musicien de session, et enregistre des disques avec divers artistes de divers horizons musicaux. Il attire alors l'attention de Chuck Behler, alors batteur de Megadeth, et devient son assistant technique.
Un jour de 1989, alors que le groupe connaît des tensions internes, Chuck Behler ne se présente pas à une répétition, et Nick Menza commence alors à jouer sur sa batterie. Dave Mustaine, le leader du groupe, lui demande s'il connaît les morceaux du groupe, et s'il peut les jouer avec eux, ce qu'il accepte. Nick Menza fait donc sa première répétition avec Megadeth et devient ainsi le nouveau batteur du groupe.
Il occupe ce poste sur quatre albums — Rust in Peace, Countdown to Extinction, Youthanasia, Cryptic Writings. En 1998, à la suite de douleurs au genou, il quitte Megadeth et est remplacé par Jimmy DeGrasso. Ces douleurs étaient dues à une tumeur qui s'est avérée être bénigne, et qui a pu être traitée. Pendant sa convalescence, Dave Mustaine l'appelle pour lui dire que le groupe n'a plus besoin de lui.
Megadeth se sépare en 2002, mais lorsque Dave Mustaine le reforme en 2004, Nick Menza est invité à prendre part à l'album qui deviendra The System Has Failed. Cependant, après quelques jours de répétition, le leader du groupe annonce à Nick Menza qu'il ne veut plus de lui à cause d'une prise de tête avec le guitariste Glen Drover. Il sera remplacé pour l'album par Vinnie Colaiuta et pour la tournée par l'assistant batterie Shawn Drover.
Interrogé par les fans et les journalistes sur l'éviction de Menza, Mustaine répondit que celui-ci était « just not prepared » (« juste pas préparé [à pouvoir faire une tournée] ». Interrogé également, Vinnie Colaiuta sous-entendit que Menza n'avait pas eu le poste parce qu'il n'était simplement pas sevré des drogues. Ce qui est une condition sine qua non pour jouer dans le groupe depuis les sevrages respectifs de Mustaine et David Ellefson.
Nick Menza a par la suite intégré les groupes Memorain, puis Orphaned to Hatred.
Il a par ailleurs enregistré un album solo, Life After Deth, qui n'a jamais été commercialisé.
Il est décédé le 21 mai 2016 sur scène d'un infarctus du myocarde à l'âge de 51 ans, plusieurs semaines après avoir finalement refusé à son tour de rejoindre Megadeth, alors que Dave Mustaine lui proposait le poste à la suite du départ de Shawn Drover. Menza avait dans un premier temps accepté (l'accord devait être officialisé), mais finalement s'était désisté en raison d'un contrat d'engagement qu'il jugeait insuffisant. Selon lui, il n'aurait pas été payé pour l'enregistrement, mais uniquement à partir de la tournée.
Le morceau Tornado of Souls lui est dédié sur scène.